# Bernhard Sporer
Bernhard Sporer (* um 1450/60 in Leonberg; † 1526 in Öhringen) war ein südwestdeutscher Baumeister und Bildhauer.
Sporer kam um 1470 als Lehrling zu Aberlin Jörg, für dessen Werkstatt er unter anderem in den 1480er Jahren beim Bau des Chors der Johanneskirche Münchingen tätig war. 1487 war Sporer mit Jörg am Ausbau der Heilbronner Kilianskirche tätig. Wenig später erscheint er 1491 als Meister in Verbindung mit dem inzwischen von Graf Eberhard im Bart favorisierten Baumeister Hans von Urach beim Bau der Stiftskirche Öhringen. Bis 1492 wohnte Sporer, der mit einer Heilbronnerin verheiratet war, in der Eichgasse in Heilbronn, ohne dort das Bürgerrecht zu haben. Danach zog er vorübergehend nach Öhringen, zahlte aber weiter (mit Ausnahme der Jahre 1495 bis 1500) in Heilbronn Steuern und war dort auch weiter in Bausachen tätig, unter anderem am Heilbronner Rathaus. Um 1503 zog Sporer nach Wimpfen, wo er den von Anton Pilgram begonnenen Bau der Wimpfener Stadtkirche fortsetzte. Inzwischen war Sporers Frau verstorben, wie sich aus einer 1512 vor dem Heilbronner Stadtgericht verhandelten Erbschaftsfrage ergibt. Sporer hatte zwei Töchter, von denen eine den Heilbronner Alexander Merklin heiratete, die andere den späteren Wimpfener Bürgermeister Wilhelm Werrich. Von Wimpfen kam Sporer 1514 nach Schwaigern, wo er bis um 1520 die Stadtkirche Schwaigern ausbaute. Danach zog er wieder nach Öhringen, von wo am 15. September 1526 sein Tod nach Wimpfen gemeldet wurde. Zwischen seinen Schwiegersöhnen entbrannte ein mehrjähriger Streit um Sporers Erbe.